# Список найвищих православних храмів і дзвіниць
Список найвищих православних храмів і дзвіниць, висота яких перевищує 70 метрів.
Традиційно православну храмову споруду вінчає один або кілька куполів з православними хрестами на вершині кожного. Загальна висота храму вимірюється найвищою точкою хреста над головним куполом. Кількість куполів на окремих церквах часто має символічне значення. Один купол є символом Христа або Бога, три куполи символізують Трійцю, п'ять куполів символізують Христа та чотирьох євангелістів, сім куполів посилаються на сім Таїнств Католицької Церкви, а тринадцять куполів відповідають Христу та його дванадцяти апостолам. Зустрічаються й інші числа.
Будівля православного храму також може мати дзвіницю або дзвонницю, яка є частиною основної церковної будівлі або окремою спорудою. Як правило, дзвіниця вища за головний храм.
Найвищою культовою спорудою України є Велика лаврська дзвіниця на території Києво-Печерської лаври у столиці. Вона побудована у 1731—1745 роках та має висоту 96,52 метра. З вершини відкривається панорамний краєвид на Київ. Наступною за висотою є дзвіниця Свято-Успенського собору в Харкові. Вона зведена у 1821—1844 роках та має висоту 89,5 метрів. Дзвіниця була найвищою будівлею міста до 2006 року. Третьою за висотою культовою спорудою України (однак не православною) є дзвіниця церкви Святих Ольги і Єлизавети, побудована у 1903—1911 роках у складі храму висотою 88 метрів. Третьою православною ж культовою спорудою України є дзвіниця Свято-Благовіщенського катедрального собору, яка зведена у складі храму в 1888—1901 роках. Вона має висоту 80 метрів.

## Храми
| Висота (м)                          | Назва                                        | Фото | Коментар | Побудовано   | Місто                      | Країна   |
| ----------------------------------- | -------------------------------------------- | ---- | --- | ------------ | -------------------------- | -------- |
| 127 (135 м при встановленні хреста) | Собор спасіння нації                         |      | Це найвища (127 м), найдовша (126 м) і найбільша (за об'ємом (323 тис. м3) і площею (7 200 м2)) православна храмова споруда в світі. Собор розташований у центрі Бухареста, виходячи в той же внутрішній дворик, що й будівля румунського парламенту.                 | 2010–дотепер | Бухарест                   | Румунія  |
| 103                                 | Храм Христа Спасителя                        |      | Початковий собор був побудований у 1839—1883 роках, але був знесений у радянський період за наказом Сталіна в 1931 році. Відбудований ще раз, це головний собор і друга за величиною церковна будівля Російської православної церкви, яка вміщує близько 10 000 осіб. | 1995—2000    | Москва                     | Росія    |
| 101,5                               | Ісаакіївський собор                          |      | Найбільша церковна споруда Росії (як за обсягом, так і за площею). Другий за величиною православний храм у світі (за об'ємом і за площею). | 1818—1858    | Санкт-Петербург            | Росія    |
| 96                                  | Спасо-Преображенський катедральний собор     |      | Місце для будівництва собору вибрав патріарх Московський Алексій II під час польоту на вертольоті над Хабаровськом. | 2001—2004    | Хабаровськ                 | Росія    |
| 95                                  | Головний храм Збройних сил РФ                |      | Храм «присвячений 75-річчю перемоги у німецько-радянській війні, а також ратним подвигам російського народу у всіх війнах». Відомий своїм сумнівним оздобленням на тему війни, політики й СРСР.                                                                       | 2018-2020    | Одинцовський міський округ | Росія    |
| 93,7                                | Смольний собор                               |      | Початковий проєкт також включав 140-метрову окрему дзвіницю, яку так і не побудували. | 1751—1835    | Санкт-Петербург            | Росія    |
| 90,5                                | Митрополичий собор                           |      | Розташована в самому центрі міста. Друга за висотою церква в Румунії. | 1934–1946    | Тімішоара                  | Румунія  |
| 87                                  | Собор Святої Трійці                          |      | Побудований в зв'язку зі святкуванням 1500-річчя автокефалії грузинської церкви і на відзначення 2000-річчя християнства. | 1995—2002    | Тбілісі                    | Грузія   |
| 87                                  | Олександро-Невський Новоярмарочний собор     |      | Розташоване на косах Оки і Волги. Побудований на честь відвідування Нижегородської ярмарки російським імператором Олександром II. | 1867—1880    | Нижній Новгород            | Росія    |
| 85                                  | Собор Святої Трійці                          |      | Найвищий собор у Мармарощині, Румунія. | 2003–2025    | Бая-Маре                   | Румунія  |
| 85                                  | Благовіщенський собор                        |      | Побудований у псевдоросійському стилі в Первомайському (колишньому Міському) саду — на місці, де ніколи не було церкви. | 1998—2009    | Воронеж                    | Росія    |
| 82                                  | Собор Різдва Христового                      |      | Розташований у районі Mărăşești-Zamca, недалеко від центру міста. Найвищий собор у регіоні Молдови. | 1991–2015    | Сучава                     | Румунія  |
| 81                                  | Храм Спаса-на-крові                          |      | Назва відноситься до крові російського царя Олександра II, який був убитий на цьому місці в 1881 році. Також відомий як собор Воскресіння Христового. | 1883—1907    | Санкт-Петербург            | Росія    |
| 80                                  | Троїце-Ізмайловський собор                   |      | Купол був реконструйований після пожежі 2006 року. | 1828—1835    | Санкт-Петербург            | Росія    |
| ~ 80                                | Успенська церква-дзвіниця                    |      | Зведено коштом купців-старообрядців після зняття обмежень на зведення старообрядницьких храмів. | 1907—1910    | Москва                     | Росія    |
| 79                                  | Храм Святого Сави                            |      | Розташований на місці, де, як вважають, останки Святого Сави були спалені в 1595 році Сінан-Пашою Османської імперії. | 1935—2004    | Белград                    | Сербія   |
| 78                                  | Троїцький собор                              |      | Розташований у Псковському Кремлі. | 1682—1699    | Псков                      | Росія    |
| 78                                  | Монастир Сапанта-Пері                        |      | Найвища дерев'яна церква в світі. | 1998–2003    | Сепинца                    | Румунія  |
| 77                                  | Миколо-Угреський монастир                    |      | Монастир часто відвідував молодий цар Петро I. Собор є головним у монастирі і вміщує близько 7000 осіб. | 1880–1894    | Дзержинський               | Росія    |
| 76                                  | Казанський собор                             |      | Розташований на найвищій точці міста. | 2004—2008    | Ставрополь                 | Росія    |
| 75,6                                | Троїцький собор                              |      | Проєкт було затверджено у 1830 році з позначкою «вище за Ісаакію не будувати». | 1836–1857    | Моршанськ                  | Росія    |
| 75                                  | Успенський пятиглавий собор                  |      | Розташований у Астраханському Кремлі. | 1698—1710    | Астрахань                  | Росія    |
| 74,6                                | Вознесенський собор                          |      | Собор Війська Донського козацького. | 1805-1905    | Новочеркаськ               | Росія    |
| 74,5                                | Храм Святих Сергія Радонезького та Єлизавети |      | | 2010—2014    | Єкатеринбург               | Росія    |
| 74                                  | Церква-пам'ятник Всіх Святих                 |      | Церква-пам'ятник на честь Всіх Святих і пам'яті несправедливо загиблих. |              | Мінськ                     | Білорусь |
| 74                                  | Вознесенський собор                          |      | Усередині собору знаходиться багатий іконостас з позолоченим різьбленням по дереву. | 1845—1889    | Єлець                      | Росія    |
| 74                                  | Михайлівський кафедральний собор             |      | Побудована в неовізантійському стилі, будувалася дзвіниця висотою 136 метрів. | 1994—2002    | Черкаси                    | Україна  |
| 73                                  | Храм Христа Спасителя                        |      | Розташований на центральній площі міста. | 2004—2006    | Калінінград                | Росія    |
| 71,5                                | Казанський собор                             |      | Відповідно до побажань російського імператора Павла, собор був побудований за зразком собору Святого Петра в Римі. | 1801—1811    | Санкт-Петербург            | Росія    |
| 70,6                                | Морський Нікольський собор                   |      | Собор був розроблений особливо високо, щоб служити орієнтиром для тих, хто в морі | 1902—1913    | Кронштадт                  | Росія    |
| 70                                  | Катедральний собор Вознесіння Господнього    |      | Ще будується | 1991–дотепер | Бакеу                      | Румунія  |
| ~ 70                                | Собор Петра і Павла                          |      | Створений за зразком собору Василя Блаженного в Москві, але має більш пірамідальну форму | 1894—1904    | Петергоф                   | Росія    |
| 67,5                                | Миколаївський собор Покровського монастиря   |      | Найбільший храм Києва | 1896—1911    | Київ                       | Україна  |

## Дзвіниці
| Висота (м) | Назва                                                   | Фото | Коментар | Побудовано | Місто           | Місто/Країна |
| ---------- | ------------------------------------------------------- | ---- | --- | ---------- | --------------- | ------------ |
| 122,5      | Петропавлівський собор                                  |      | До складу храму входить триярусна дзвіниця. Він увінчаний позолоченим шпилем. На самому верху споруди знаходиться фігура ангела, що летить.   | 1712—1733  | Санкт-Петербург | Росія        |
| 107        | Дзвіниця Казанського Богородичного чоловічого монастиря |      | Найвища християнська споруда в ЦФО Росії. | 2009—2011  | Тамбов          | Росія        |
| 106        | Дзвіниця Воскресенського собору                         |      | Окрема православна дзвіниця. Найвища в Іванівській області.                                                                                   | 1810—1832  | Шуя             | Росія        |
| 96,52      | Велика лаврська дзвіниця                                |      | Найвища дзвіниця Києво-Печерської лаври, одна з найвищих будівель Києва, найвища культова споруда України. Входить до складу пам'ятки ЮНЕСКО. | 1731—1745  | Київ            | Україна      |
| 93,8       | Спасо-Преображенський собор                             |      | П'ятиярусна дзвіниця, увінчана позолоченим шпилем.                                                                                            | 1797—1804  | Рибінськ        | Росія        |
| 93,7       | Церква Петра і Павла                                    |      | Найвища сільська дзвіниця Росії. | 1779       | Поріччя-Рибне   | Росія        |
| 93         | Миколо-Угреський монастир                               |      | Дзвіниця примикає до інших будівель монастиря.                                                                                                | 1758—1763  | Дзержинський    | Росія        |
| 90,3       | Дзвіниця Миколаївсько Берлюковської пустині             |      | | 1895—1899  | Авдотьїно       | Росія        |
| ~90        | Дзвіниця храму Воскресіння Христового                   |      | Вужча і трохи вище, ніж її прототип — дзвіниця Івана Великого, перегукується образно з фабричними трубами.                                    | 1908—1911  | Вічуга          | Росія        |
| 89,5       | Дзвіниця Свято-Успенського собору                       |      | На будівництво було використано близько 3,5 мільйонів цеглин і 65,5 тонн заліза.                                                              | 1821—1844  | Харків          | Україна      |
| 88         | Троїце-Сергієва лавра                                   |      | П'ятиярусна дзвіниця. | 1740—1770  | Сергієв Посад   | Росія        |
| 83,2       | Дзвіниця Рязанського Кремля                             |      | Побудована кількома різними архітекторами. Знаходиться в Рязанському кремлі.                                                                  | 1789—1840  | Рязань          | Росія        |
| 82         | Дзвіниця Всехсвятського катедрального собору            |      | По кутах першого ярусу розташовані скульптури ангелів із сурмами.                                                                             | 1776—1825  | Тула            | Росія        |
| 81,6       | Дзвіниця Свято-Троїцького монастиря                     |      | Дзвіниця занесена в Книгу рекордів Росії. | 1584       | Алатир          | Росія        |
| 81         | Дзвіниця Івана Великого                                 |      | Розташований на Соборній площі Московського Кремля.                                                                                           | 1532—1543  | Москва          | Росія        |
| 81         | Дзвіниця Свято-Успенської Саровської пустелі            |      | У гарну погоду з дзвіниці видно будівлі Серафимо-Дівеєвського монастиря.                                                                      | 1789—1799  | Саров           | Росія        |
| 80         | Дзвіниця Свято-Благовіщенського катедрального собору    |      | У 1997 році хрест разом із верхньою частиною бані дзвіниці був знищений пожежею. Побудована на місці старої церкви й кладовища.               | 1888—1901  | Харків          | Україна      |
| 80         | Дзвіниця Миколаївської церкви                           |      | Дзвіниця Миколаївської церкви, що не збереглася. У 1895 році церква вважалася найбільшою в Тульській єпархії.                                 | 1801—1860  | Веньов          | Росія        |
| ~80        | Дзвіниця «Пересвіт» Троїцького катедрального собору     |      | Купол та хрест встановлені 24 червня 2011 року. За даними проектувальників, висота — 65 м                                                     | 2009—2011  | Брянськ         | Росія        |
| 79.9       | Дзвіниця Успенського собору                             |      | Висота дзвіниці 37 сажень. Висота хреста 7 метрів.                                                                                            | 1903—1910  | Астрахань       | Росія        |
| 79.5       | Дзвіниця церкви Іоанна Предтечі                         |      | Дзвіниця побудована в неовізантійському стилі за проектом інженера Кульчицького. Спонсорував купець Діомід Митрофанович Хутарьов.             | 1891—1895  | Глубоково       | Росія        |
| 78.5       | Дзвіниця Софійського собору                             |      | Дзвони вежі виготовлені голландськими, російськими та німецькими дзвонарями в 17, 18 і 19 століттях.                                          | 1869—1870  | Вологда         | Росія        |
| 78         | Новоспаський монастир                                   |      | Монастир відіграв вирішальну роль у відбитті нападу кримських татар у 1591 році.                                                              | 1759—1795  | Москва          | Росія        |
| 77         | Спасо-Преображенський кафедральний собор                |      | Дзвонами керує електронний пристрій, здатний відтворювати близько 99 мелодій.                                                                 | 2000—2001  | Одеса           | Україна      |
| 77         | Дзвіниця Троїцько-Знаменської церкви                    |      | Побудована на честь перемоги у війні 1812 року.                                                                                               | 1816—1823  | Лежнєво         | Росія        |
| 76         | Дзвіниця Софійського собору                             |      | Частина об'єкту всесвітньої спадщини | 1699—1706  | Київ            | Україна      |
| 76         | Воскресенський собор                                    |      | | 1816—1886  | Кашин           | Росія        |
| 76         | Дзвіниця Іоанно-Богословського Пощуповського монастиря  |      | Монастир розташований на правому березі річки Ока.                                                                                            | 1901       | Пощупово        | Росія        |
| 76         | Дзвіниця Церкви Великомученика Георгія Побідоносця      |      | Дзвіниця Георгіївської церкви, що окремо стоїть, є найвищою в області.                                                                        | 1740       | Болхов          | Росія        |
| 75,6       | Дзвіниця Тобольського кремля                            |      | Єдиний кам'яний кремль Сибіру. | 1794—1809  | Тобольськ       | Росія        |
| 75         | Дзвіниця Високівського Успенського монастиря            |      | Чотириярусна «падаюча» дзвіниця, з оглядовим майданчиком на висоті 60 м.                                                                      | 1800—1830  | Успенський      | Росія        |
| ~78        | Дзвіниця церкви Жон-Мироносиць                          |      | Будівництво дзвіниці обійшлося в 64 500 рублів. Є найвищою будівлею на території Калузької області.                                           | 1818—1820  | Калуга          | Росія        |
| 75         | Дзвіниця собору Різдва Богородиці                       |      | Дзвін чути в радіусі 42 верст навколо вежі.                                                                                                   | 1854—1860  | Ростов-на-Дону  | Росія        |
| 75         | Миколаївська церква                                     |      | Церкву зруйнували у 1950-х роках, але дзвіниця стоїть досі.                                                                                   | 1801—1843  | Веньов          | Росія        |
| 74,5       | Калязінська дзвіниця                                    |      | Затоплена дзвіниця колишнього Миколо-Жабенського монастиря                                                                                    | 1796—1800  | Калязін         | Росія        |
| 74         | Дзвіниця Богоявленського собору                         |      | У дзвіниці на другому поверсі був храм. | 1895—1897  | Казань          | Росія        |
| 73         | Дзвіниця собору Михайла Архангела                       |      | | 1848-1853  | Бронниці        | Росія        |
| 73         | Дзвіниця Спасо-Преображенського катедрального собору    |      | У храмі знаходиться Пермська державна художня галерея.                                                                                        | 1798—1820  | Перм            | Росія        |
| 72         | Дзвіниця Новодівочого монастиря                         |      | Дзвіниця складається із шести ярусів восьмериків.                                                                                             | 1690       | Москва          | Росія        |
| 72         | Преподобенська дзвіниця Ризоположенського монастиря     |      | Зведено на честь перемоги у війні 1812 року. Є найвищою будівлею на території Володимирської області.                                         | 1813—1819  | Суздаль         | Росія        |
| 72         | Собор святого великомученика Георгія Побідоносця        |      | Загальна вага дзвонів — 18.5 тонн. | 2004—2007  | Одинцово        | Росія        |
| 72         | Валаамський монастир                                    |      | Є найвищою будівлею Карелії. | 1896       | Валаам          | Росія        |
| 71         | Дзвіниця Успенського собору Тульського кремля           |      | Збудована у 1772—1776 роках. Зруйнована 1937 року. Відновлено у первісному вигляді у 2012—2015 роках.                                         | 2012—2015  | Тула            | Росія        |
| 70,3       | Свято-троїцький монастир Серафимо-Дивєєвський           |      | |            | Дивеево         | Росія        |
| 70         | Собор Олександра Невського                              |      | Побудований у стилі класицизм. | 1818—1823  | Іжевськ         | Росія        |
| 70         | Дзвіниця Вознесенського жіночого монастиря              |      | | 2007—2012  | Тамбов          | Росія        |
| 70         | Дзвіниця церкви Живоначальної Трійці                    |      | | 1802—1868  | Гусь-Железний   | Росія        |